# Свято-Троїцький кафедральний собор (Луганськ)
Свято-Троїцький кафедральний собор — кафедральний собор ПЦУ у місті Луганськ.

## Спорудження
Спорудження Свято-Троїцького кафедрального собору розпочалося у 2011 році за адресою вулиця Короленка, 92. З метою спорудження собору представниками Луганської єпархії УПЦ КП було у приватному порядку викуплено дві земельні ділянки по вулиці Короленка.
У грудні 2012 року на соборі було встановлено бані.
Освячення храму відбулося 20 липня 2013 року за участі патріарха Філарета. Під час церемонії освячення близько 30 прихильників ПСПУ, партії «Київська Русь» та організації Донського козацтва провели акцію протесту проти предстоятеля УПЦ КП.
На території храму працюватимуть єпархіальне управління, недільна школа, бібліотека, узимку — їдальня для безпритульних.
4 жовтня 2014 року Свято-Троїцький кафедральний собор Української православної церкви Київського патріархату захоплено російськими «донськими казаками».

## Галерея

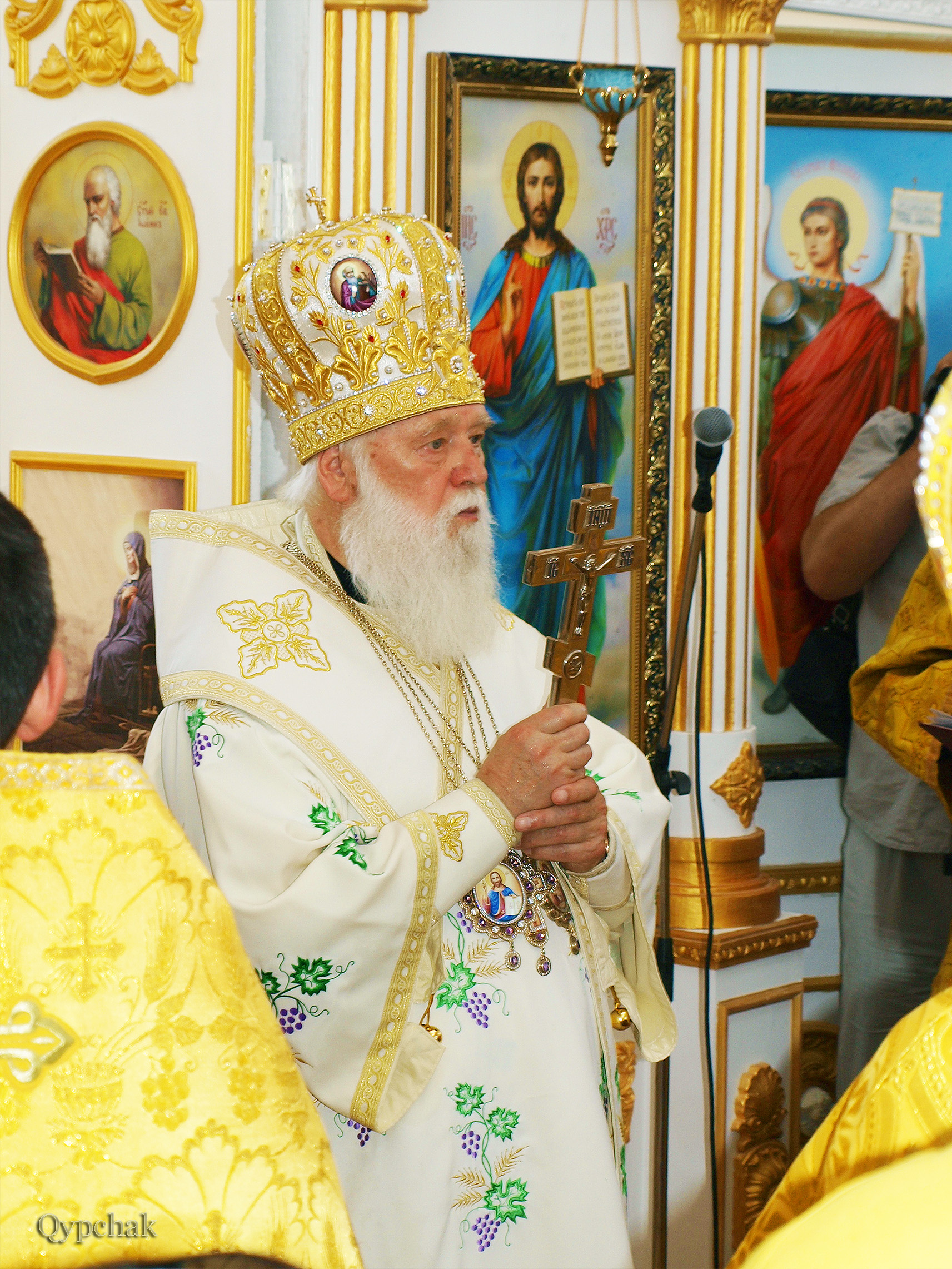
Патріарх Філарет під час освячення собору
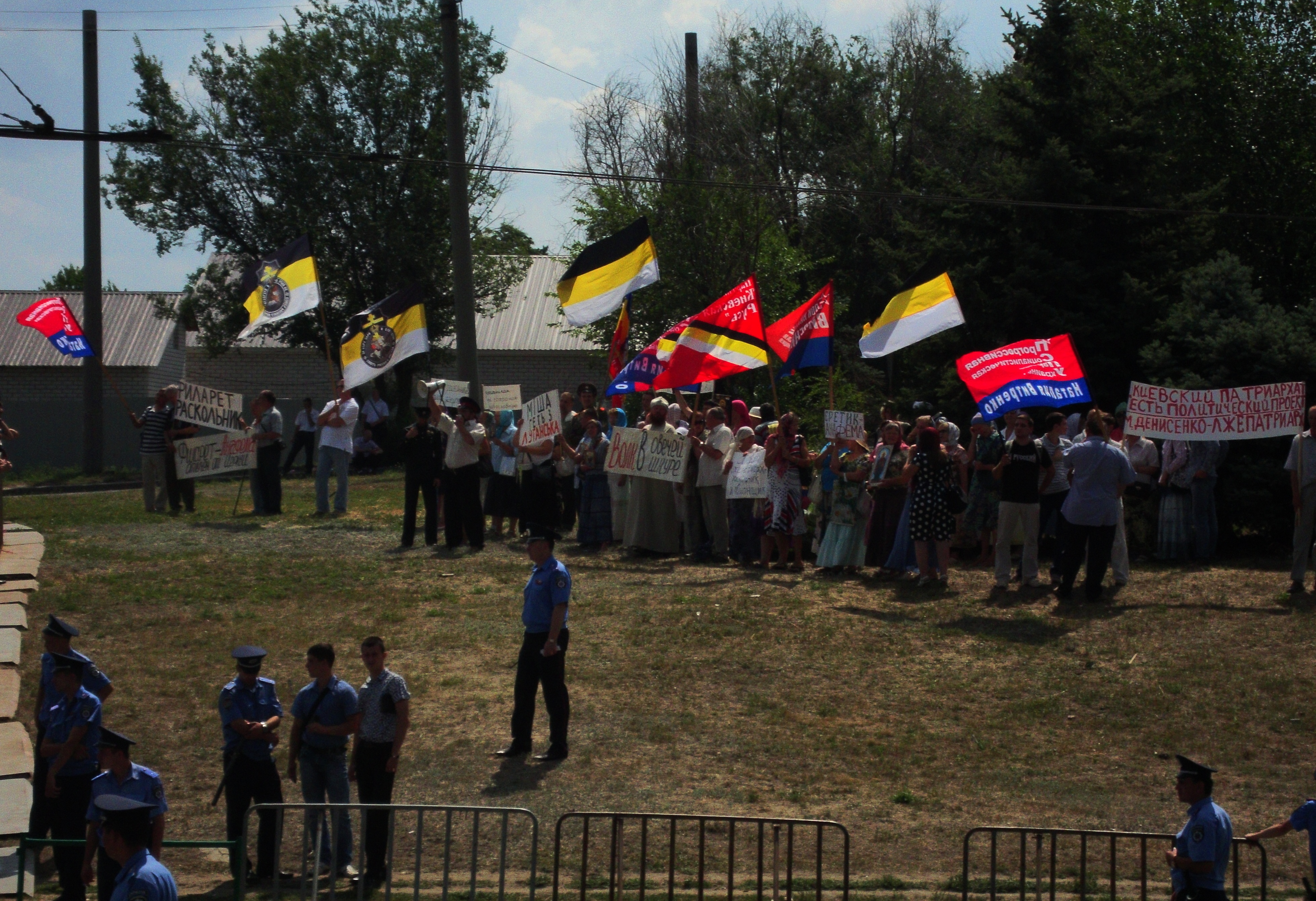
Акція протесту представників проросійських організацій